# St. Maria Magdalena (Geldern)

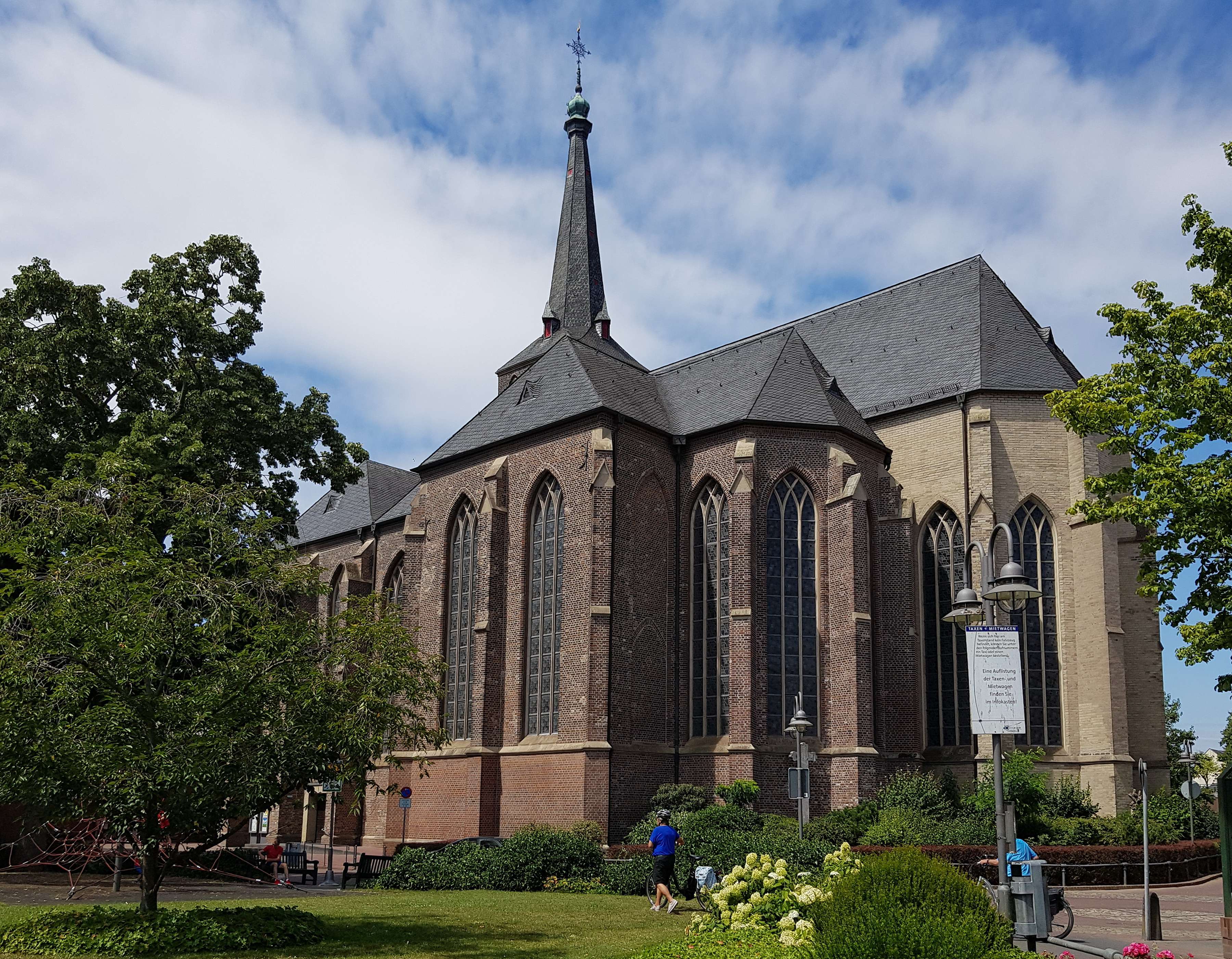
St. Maria Magdalena in Geldern

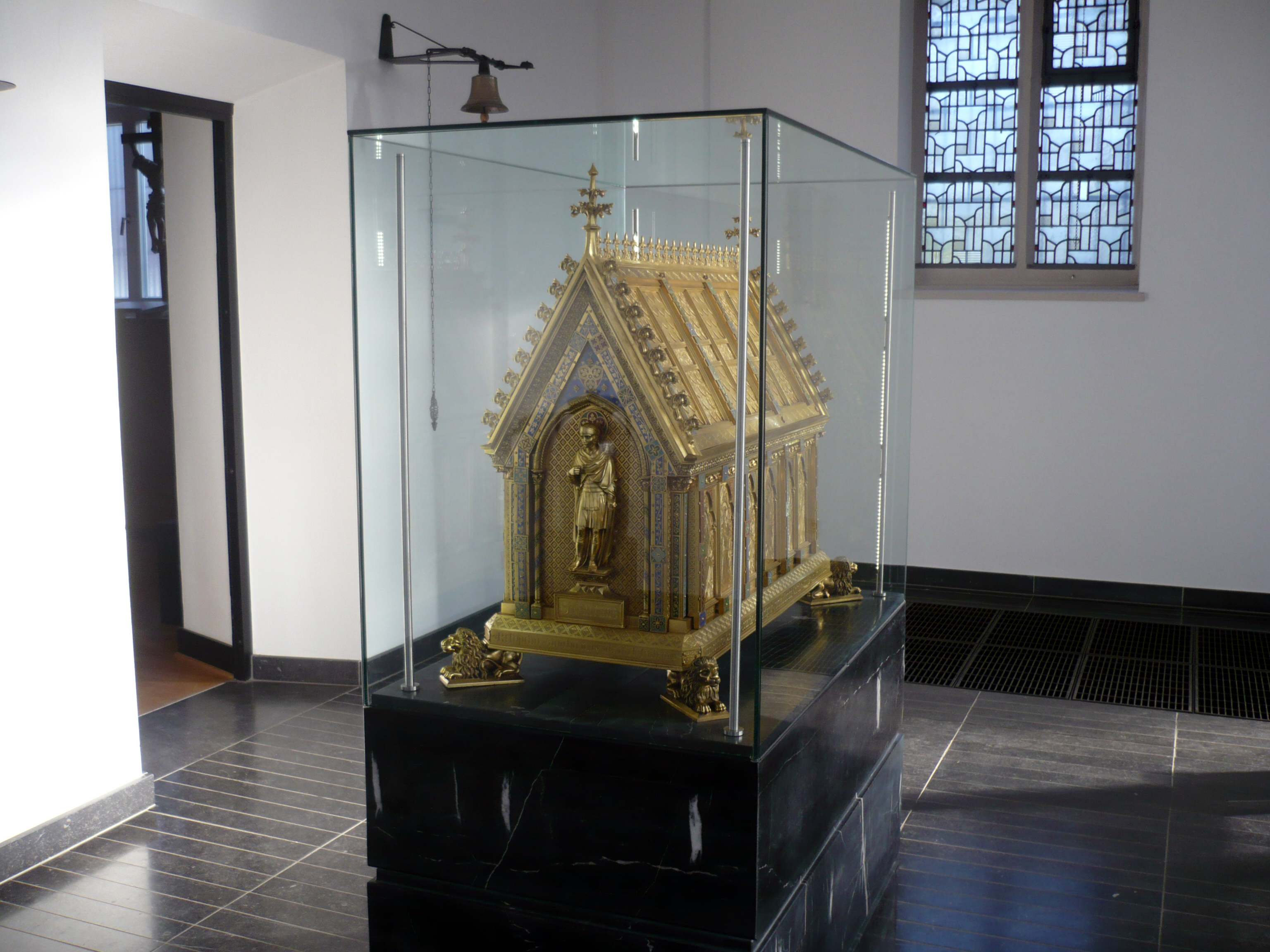
Schrein der heiligen Galenus und Valenus

Die katholische Pfarrkirche St. Maria Magdalena ist eine dreischiffige Hallenkirche im Zentrum von Geldern.

## Erste urkundliche Erwähnungen einer Kirche in Geldern
Errichtet wurde die Kirche 1339 als Klosterkirche des 1306 gegründeten Karmeliterklosters Geldern. Schriftliche Überlieferungen weisen auf einen möglichen Vorgängerbau aus dem 13. Jahrhundert hin. Die Quellen erwähnen kurz nach 1290 eine „ecclesia Gelrensis infra oppidum“. Da die Kirche in Nieukerk noch 1067 als „in Gelre ecclesia“ und 1249 als „ecclesiae in Gelren“ genannt wird, wird vermutet, dass Geldern erst im 13. Jahrhundert von St. Dionysius Nieukerk abgepfarrt wurde. Graf Rainald I. von Geldern überlässt 1306 die Hofkapelle dem neugegründeten Karmeliterkloster als Klosterkirche, wobei dieser Bau bisher nicht genau lokalisiert werden konnte und nicht zwingend mit dem heutigen Standort von St. Maria Magdalena identisch sein muss.

## Baugeschichte
Die ehemals zweischiffige Basilika aus dem Jahr 1339 erfuhr in den Jahren 1400–18 eine Erweiterung zu einer dreischiffigen Hallenkirche mit Dreiapsidenschluss deren Grundriss der heutigen Kirche entsprach.
Nach Einnahme Gelderns durch die Niederländer 1578 wurde St. Maria Magdalena vorübergehend reformiert. Unter spanischer Herrschaft erfolgte 1587 die Rekatholisierung. Während des spanischen Erbfolgekriegs bombardierten preußische Truppen 1703 Geldern. Hierbei wurde auch das Kirchengebäude getroffen und zerstört. 1707 bis 1715 erfolgte der Wiederaufbau als deren Folge die Kirche eine barocke Ausstattung erhielt. Im Zuge des Historismus des 19. Jahrhunderts wurde St. Maria Magdalena regotisiert.
Auch dieses Gebäude wurde im Zweiten Weltkrieg bei Luftangriffen am 14. und am 24. Februar 1945 getroffen und bis auf die Grundmauern zerstört. Die heutige Kirche ist ein Werk von Dominikus Böhm (1880–1955), das der Kölner Architekt und Kirchenbaumeister 1949 bis 1952 erbaute. Vom ursprünglichen Gebäude ist neben Teilen des Außenmauerwerks nur der Nordwestturm erhalten geblieben. Nach der Liturgiereform des Zweiten Vatikanischen Konzils musste die Konzeption Böhms angepasst werden. Der Architekt Phillip Glitz (1913–1998) ordnete den Innenraum neu, so dass die aus belgischem Granit gefertigte Mensa zum Zentrum der Bestuhlung wurde.

## Ausstattung

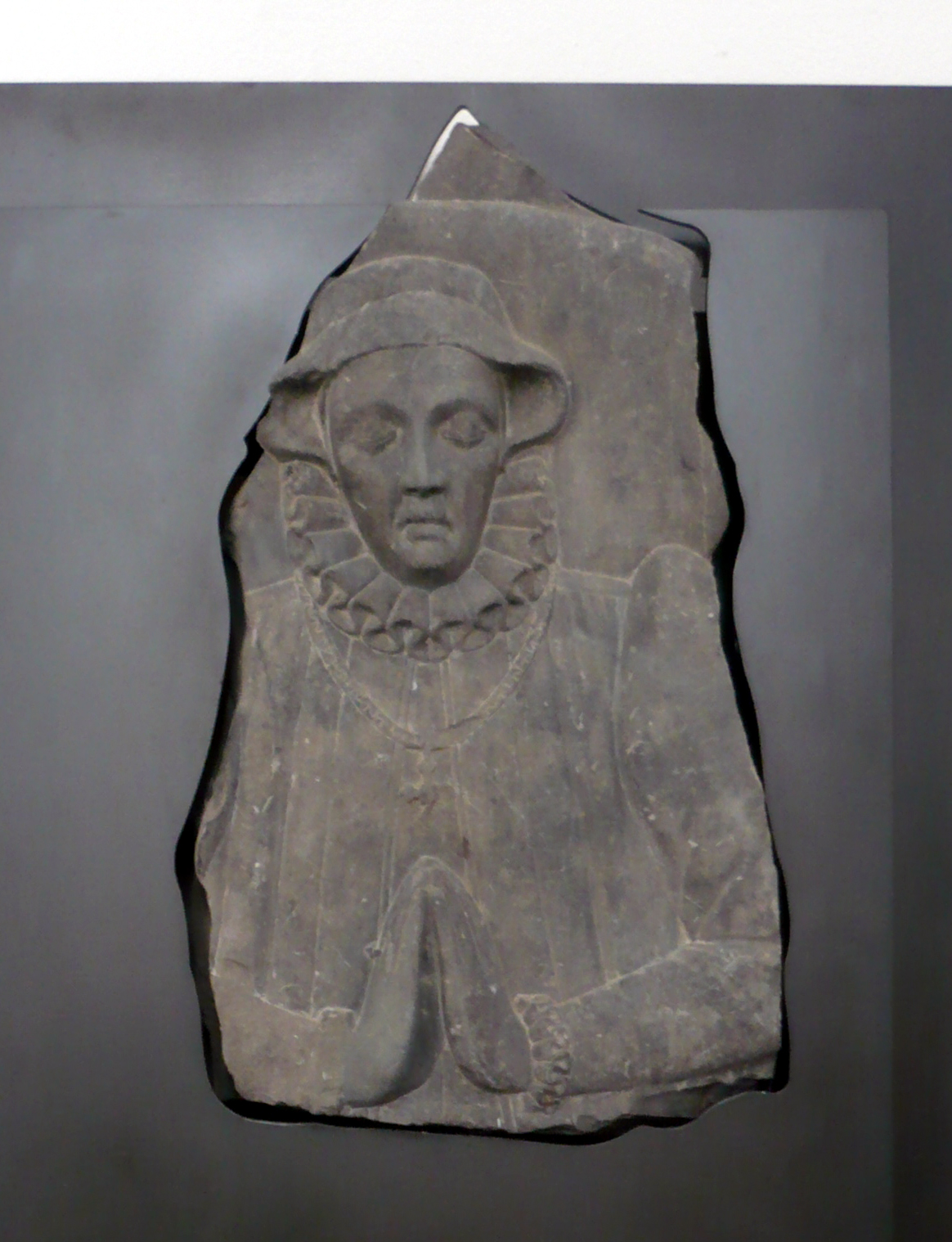
Grabrelief im Nordchor

Über dem modernen Altar hängt ein gotisches Kreuz aus dem 15. Jahrhundert mit einer Darstellung des Gekreuzigten aus Eichenholz im sogenannten Dreinageltypus. Bei diesem Typus sind die Füße übereinander gelegt und von einem einzigen Nagel durchschlagen.
Im Westteil des südlichen Seitenschiffs befindet sich, optisch vom übrigen Kirchenraum abgesetzt, ein barockes Taufbecken aus Marmor. Ebenfalls im Südschiff werden die zwölf Apostelleuchter aus Bronze gezeigt, die nach einem Entwurf von Dominikus Böhm gefertigt wurden.
Besonders prominent im nördlichen Querschiff ist der goldene Schrein der Heiligen Galenus und Valenus ausgestellt. Die Reliquien waren eine Schenkung des Weihbischofs Gottfried von Greveray (1415–1504) aus dem Jahr 1478. Galenus und Valenus sollen römische Legionäre gewesen sein, die unter Kaiser Hadrian am Berg Ararat in der heutigen Türkei den Märtyrertod starben (siehe Zehntausend Märtyrer). Sie gelten seit der Schenkung als Schutzheilige der Stadt Geldern. Der neugotische Schrein selbst ist ein Werk des Kölner Goldschmieds Franz Wüsten (1844–1893) aus dem Jahr 1882. 2004 erhielt das Reliquiar einen Sockel aus Marmor, der aus dem ehemaligen Altar angefertigt wurde.
Bei den Wiederaufbauarbeiten 1952 wurde innerhalb des Gebäudes das Grab der Katharina von Geldern (1439–1497) entdeckt. Die Grababdeckung aus drei massiven Messingplatten ist mit einer gravierten Darstellung der schlafenden Herzogin dekoriert und stammt aus der Werkstatt des Kölner Künstlers Wilhelm Loeman († 1512). Sie wurde in den Neubau integriert und ist im Nordchor aufgestellt.
Eine weitere gotische Grabplatte, die 1952 wiederentdeckt wurde, zeigt ein fragmentarisch erhaltenes Halbrelief einer unbekannten jungen Frau in spanischem Habitus. Auch dieses Kunstwerk kann im Nordchor besichtigt werden.

## Orgeln
In der Kirche befinden sich zwei Orgeln. Die Chororgel wurde von dem Orgelbauer Reinhold Hansen (Geldern) erbaut. Das Instrument hat 5 Register auf einem Manual. Die Hauptorgel wurde 1971 von der Firma Orgelbau Romanus Seifert & Sohn erbaut. das Instrument hat 32 Register auf drei Manualen und Pedal.
| I Hauptwerk C–g3 |       |
| Pommer           | 16′   |
| Principal        | 8′    |
| Rohrflöte        | 8′    |
| Oktave           | 4′    |
| Quintade         | 4′    |
| Waldflöte        | 2′    |
| Cornett V        | 8′    |
| Mixtur IV-VI     | 2 ⁄3′ |
| Trompete         | 8′    |

| II Schwellwerk C–g3 |       |
| Holzprincipal       | 8′    |
| Weidenpfeife        | 8′    |
| Sing. Principal     | 4′    |
| Koppelflöte         | 4′    |
| Nasat               | 2 ⁄3′ |
| Querflöte           | 2′    |
| Tertian II          |       |
| Scharf IV-V         | 1′    |
| Dulcian             | 16′   |
| Hautbois            | 8′    |
| Tremulant           |       |

| III Brustwerk C–g3 |       |
| Gedackt            | 8′    |
| Blockflöte         | 4′    |
| Principal          | 2′    |
| Quint              | 1 ⁄3′ |
| Cymbel III         |       |
| Doppelkegelregal   | 8′    |
| Tremulant          |       |

| Pedalwerk C–f1 |       |
| Principalbaß   | 16′   |
| Subbaß         | 16′   |
| Oktave         | 8′    |
| Gedacktbaß     | 8′    |
| Hintersatz VI  | 2 ⁄3′ |
| Posaune        | 16′   |
| Schalmei       | 4′    |

## Geläut
Im Turm befinden sich drei Glocken.
Sie wurden 1723 von  Johannes Petit, 1767 von seinem Neffen Alexius Petit dem Älteren und 1971 Petit & Gebr. Edelbrock gegossen.
| Name          | Vaterunser-Glocke | Marienglocke              | Johannes-Baptist        |
| ------------- | ----------------- | ------------------------- | ----------------------- |
| Gießer        | Johannes Petit    | Alexius Petit dem Älteren | Petit & Gebr. Edelbrock |
| Gussjahr      | 1723              | 1767                      | 1971                    |
| Durchmesser   | 1330 mm           |                           | 1030 mm                 |
| Gewicht (ca.) | 1400 kg           |                           | 950 kg                  |
| Schlagton     | fis'              | g'                        | f'                      |

Eine vierte, historische Glocke, die klanglich nicht zum übrigen Geläut passte, wurde an das Kevelaerer Museum abgegeben.

## Archäologie
Im Herbst 2008 wurde der Kirchplatz baulich umgestaltet. In diesem Rahmen fanden baubegleitend archäologische Untersuchungen statt, bei denen Fundamente eines Verbindungsganges zwischen dem Karmeliterkloster und dem Westportal der Kirche zu Tage kamen.

## Denkmalschutz
Der Bereich der Kirche ist ein Bodendenkmal nach dem Gesetz zum Schutz und zur Pflege der Denkmäler im Lande Nordrhein-Westfalen (Denkmalschutzgesetz - DSchG). Nachforschungen und gezieltes Sammeln von Funden sind genehmigungspflichtig, Zufallsfunde sind an die Denkmalbehörden zu melden.